# Lerstugesjöns naturreservat
Lerstugesjöns naturreservat är ett naturreservat i Hjo kommun och Tibro kommun i Västra Götalands län.
Naturreservat bildades 2022 och omfattar 54 hektar. Det ligger sydost om Tibro och består av en ås och neadför denna lövsumpskog och andra blöta marker med den lilla Lerstugesjön vilka utgör källa till bäckar nedströms med flodpärlmusslor och öring.